# André Armand Vingt-Trois
André Armand Vingt-Trois (1942-2025) là một Hồng y người Pháp của Giáo hội Công giáo Rôma. Ông từng đảm trách nhiệm vụ Tổng giám mục Tổng giáo phận Paris và Đại diện Pháp đối với Giáo hội Đông Phương Pháp. Ngoài ra, trước đó ông cũng từng đảm nhận vị trí Tổng giám mục Tours và Chủ tịch Hội đồng Giám mục Pháp.

## Tiểu sử
Hồng y Vingt-Trois sinh ngày 7 tháng 10 năm 1942 tại Thủ đô Paris của nước Pháp. Sau quá trình tu học, tháng 10 năm 1968, ông được phong chức Phó tế bởi Giám mục Phụ tá Tổng giáo phận Paris Daniel-Joseph-Louis-Marie Pézeril. Ngày 28 tháng 6 năm 1969, ông tiến tới được phong chức linh mục, với nghi thức chủ sự bởi Hồng y Gabriel Auguste François Marty, Tổng giám mục Paris. Tân linh mục cũng là thành viên linh mục đoàn Tổng giáo phận này.
Ngày 25 tháng 6 năm 1988, Tòa Thánh chọn linh mục Vingt-Trois làm Giám mục Phụ tá Tổng giáo phận Paris, chức vị Giám mục Hiệu tòa Thibilis. Lễ tấn phong cho tân giám mục được cử hành vào ngày 14 tháng 10 cùng năm, với các vị chủ sự nghi thức gồm: Chủ phong là Hồng y Jean-Marie Lustiger, Tổng giám mục Paris. Hai vị phụ phong gồm có: Giám mục Phụ tá Paris Daniel-Joseph-Louis-Marie Pézeril và Tổng giám mục Tổng giáo phận Auch Gabriel Marie Étienne Vanel. Tân giám mục chọn cho mình khẩu hiệu:Sic enim Deus dilexit mundum.
Ngày 21 tháng 4 năm 1999, Tòa Thánh thăng Giám mục Vingt-Trois làm Tổng giám mục chính tòa Tổng giáo phận Tours. Ngày 16 tháng 5 sau đó, ông chính thức nhận chức vị này. Ít năm sau, vào ngày 11 tháng 2 năm 2005, Tòa Thánh chuyển Tổng giám mục Vingt-Trois về làm Tổng giám mục Paris. Ông nhận chức vị này ngày 5 tháng 3. Ngày 14 tháng 3 cùng năm, ông được chọn làm Đại diện Giáo hội Công giáo với Giáo hội Phương Đông tại Pháp.
Trong Công nghị Hồng y 2007 cử hành ngày 24 tháng 11, Giáo hoàng Biển Đức XVI vinh thăng Tổng giám mục Vingt-Trois làm Hồng y Nhà thờ San Luigi dei Francesi. Ông đã đến nhận nhà thờ hiệu tòa của mình vào ngày 27 tháng 4 năm 2008. Từ ngày 5 tháng 11 năm 2007 đến ngày 30 tháng 6 năm 2013, ông còn đảm nhiệm vị trí Chủ tịch Hội đồng Giám mục Pháp.
Ngày 7 tháng 12 năm 2017, Tòa Thánh ra thông cáo xác nhận chấp thuận đơn xin về hưu của ông. Ông qua đời ngày 18 tháng 7 năm 2025.